# Musée numismatique d'Athènes
Le Musée numismatique d’Athènes (en grec moderne : Νομισματικό Μουσείο Αθηνών) se situe dans l’ancienne maison de Heinrich Schliemann, l'Ilíou Mélathron (el) (Ιλίου Μέλαθρον, « le palais d'Ilion »), qui fut dessinée par l’architecte allemand Ernst Ziller.
Il abrite une collection de plus de 500 000 pièces de monnaie, médailles, pierres précieuses, poids, timbres et objets connexes de 1400 av. J.-C. aux temps modernes. La collection est l'une des plus riches du monde, avec celles du British Museum à Londres, de la Bibliothèque nationale à Paris, du Musée de l'Ermitage à Saint-Pétersbourg, du Bode-Museum à Berlin, et du Musée de la Société américaine de numismatique à New York.

## Collections
La collection du musée comprend principalement des monnaies, mais aussi des médailles, des masses étalons, des matrices, des timbres et autres objets, du XIVe siècle av. J.-C. jusqu'à l'époque moderne. La collection est organisée de manière à suivre l'histoire du monnayage. Le musée possède une très importante collection de pièces des cités grecques de l'époque classique, mais aussi des périodes hellénistique et romaine. On y trouve également d'importantes collections byzantines et médiévales d'Europe occidentale, d'Orient et de l'Empire ottoman.
Une grande partie de la collection est constituée de pièces de monnaie trouvées dans des trésors, tandis que le reste provient de la collection initiale d'Égine, de fouilles récentes en Grèce continentale et de dons.
Le musée abrite une bibliothèque de 12 000 livres spécialisés dans l'étude des monnaies et un laboratoire de conservation.

## Galerie

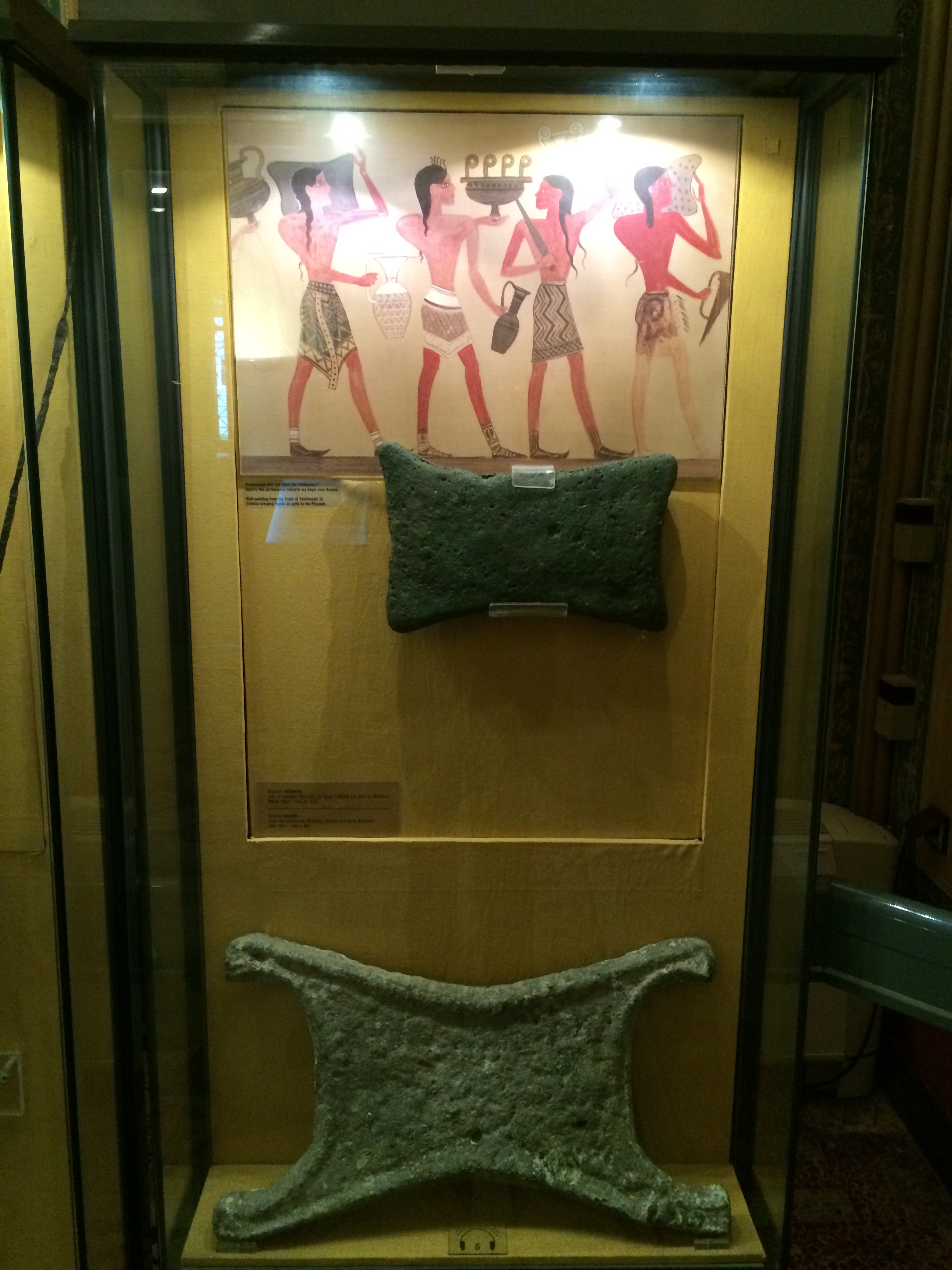
Lingots de cuivre de Crète et de Mycènes
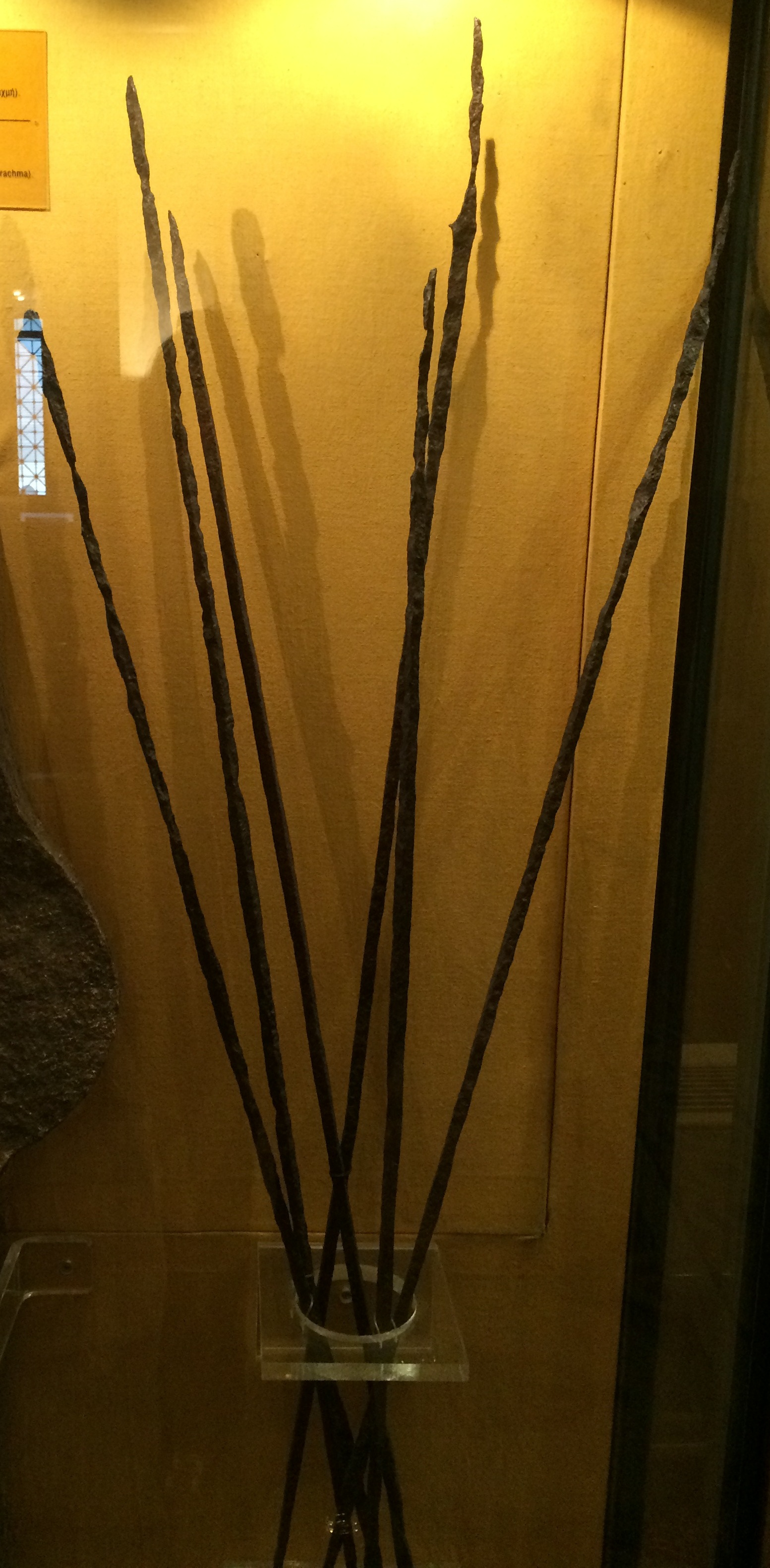
Oboles de fer sous forme de broches, Héraion d'Argos
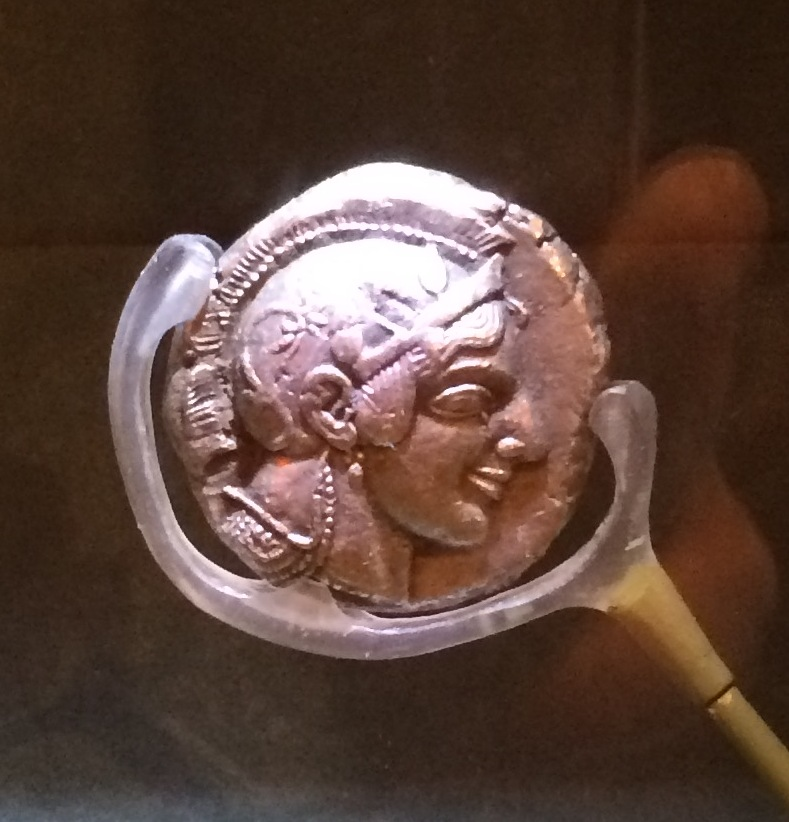
Décadrachme d'argent d'Athènes, 467-465 av. J.-C. Tête d'Athéna.
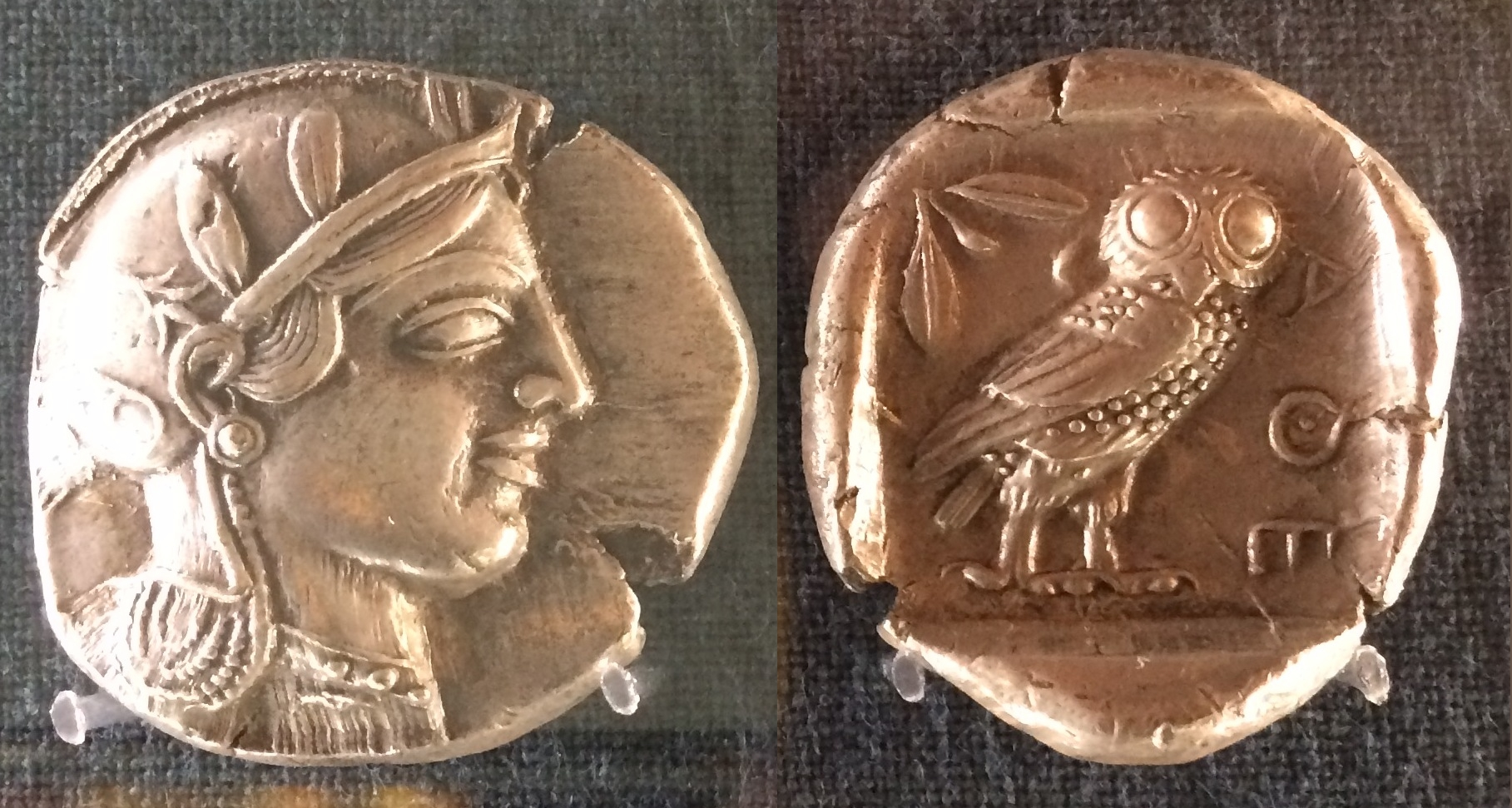
Drachme en argent d'Athènes. Tête casquée d'Athéna, chouette debout. ΑΘΕ = ΑΘΗΝΑΙΩΝ « des Athéniens »).
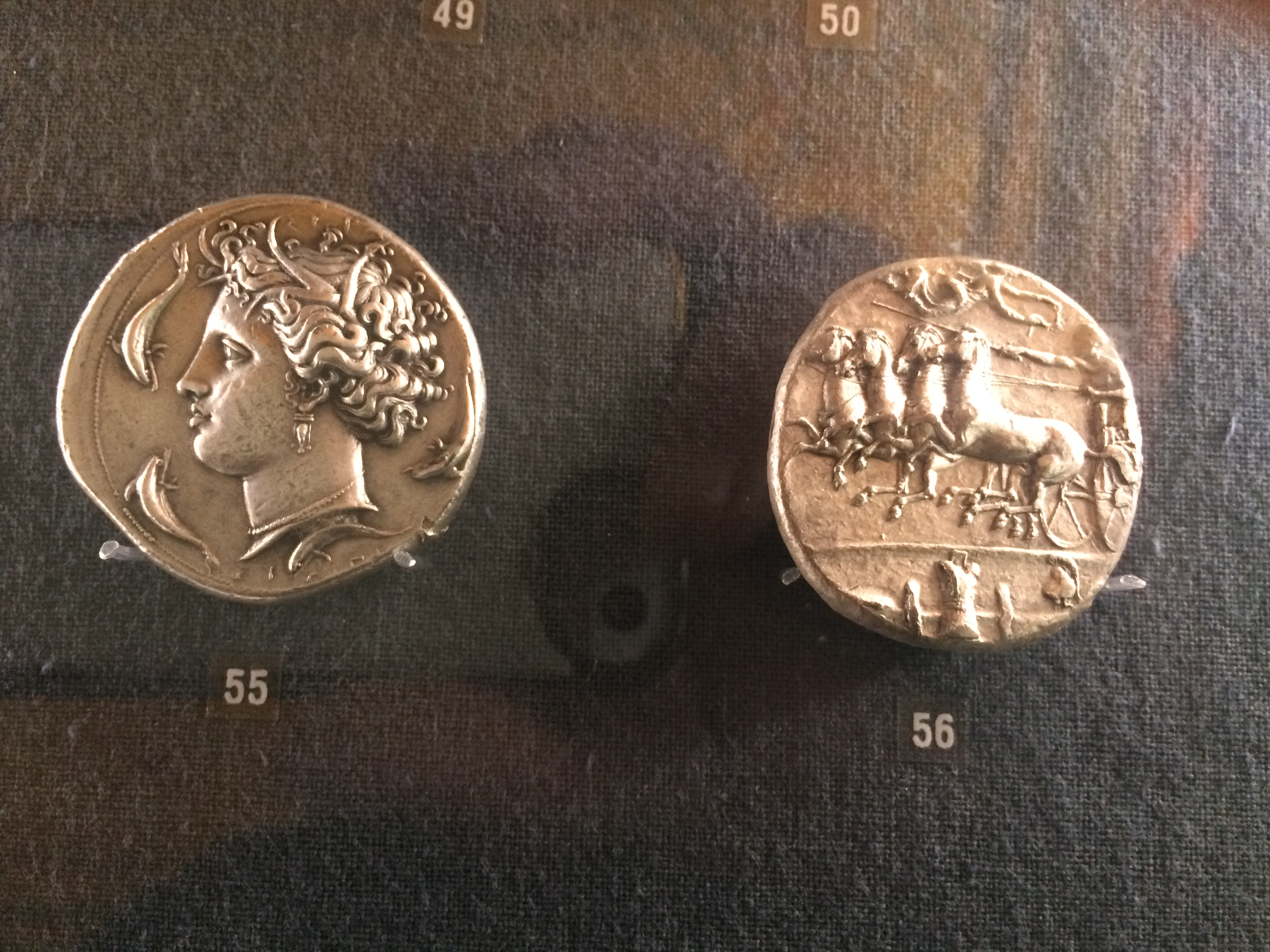
Décadrachme d'argent de Syracuse. Tête d'Aréthuse, dauphins.
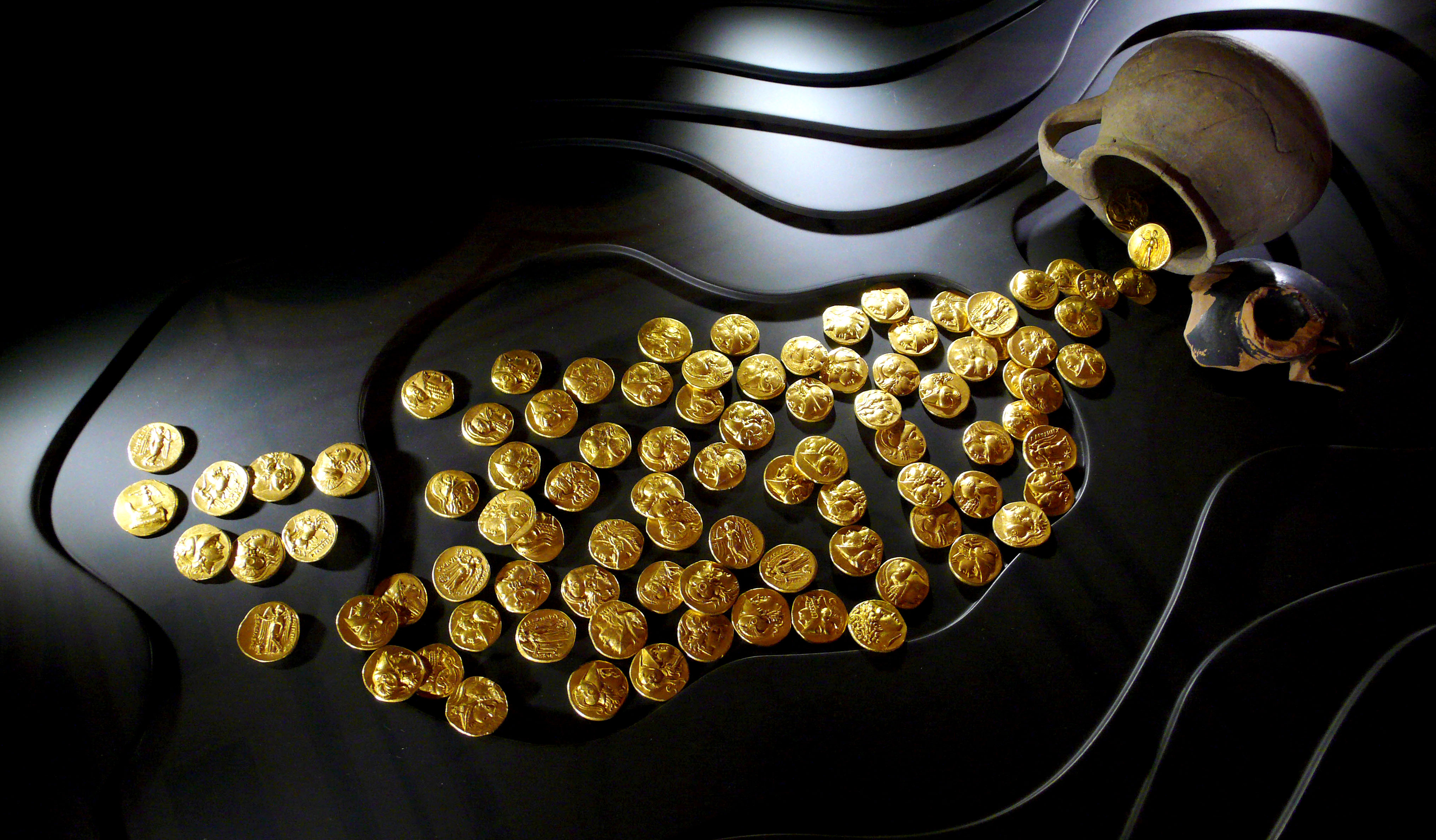
Trésor de pièces d'or d'Épidaure, IIIe siècle av. J.-C.
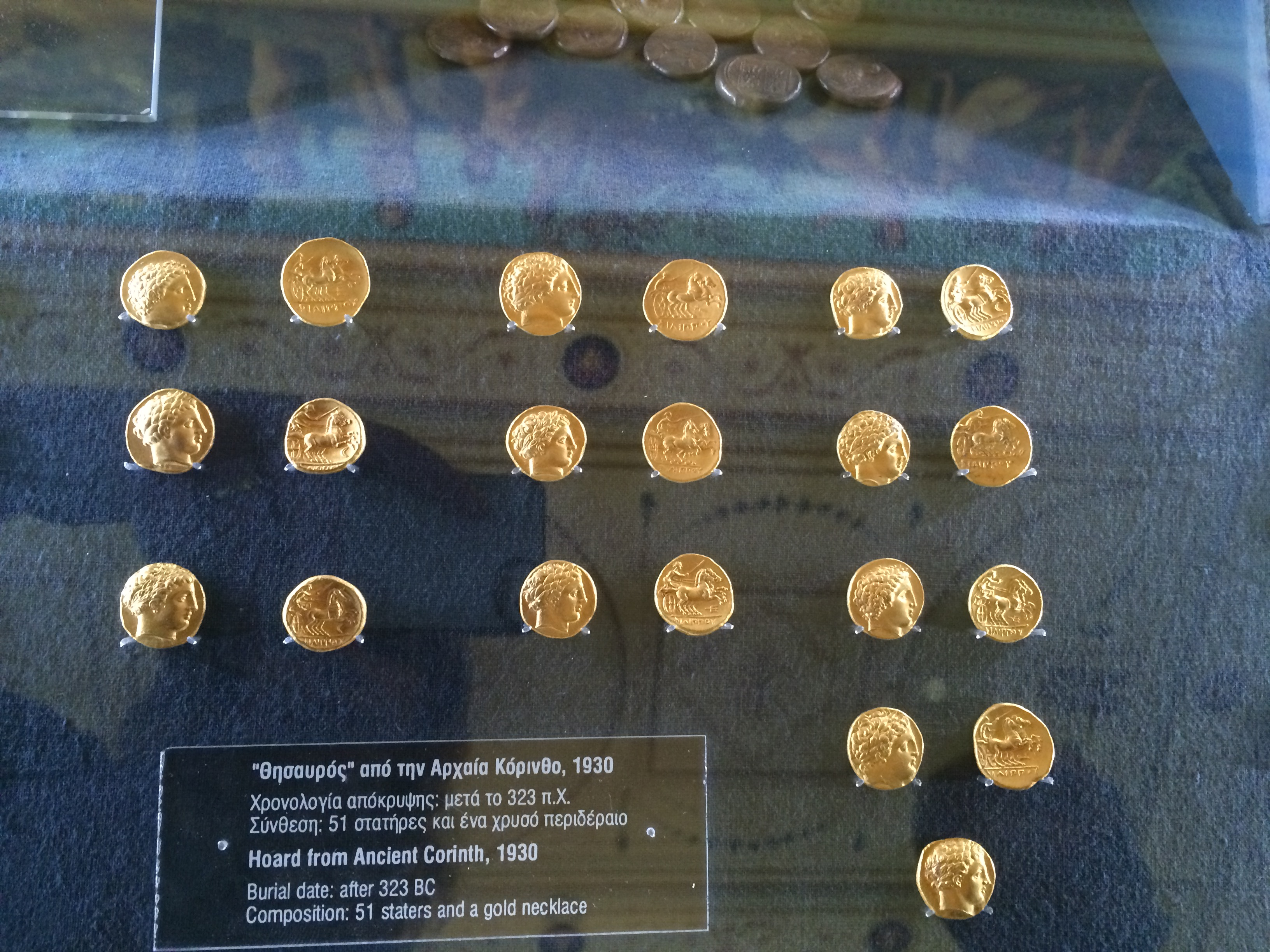
Trésor de pièces d'or de l'ancienne Corinthe
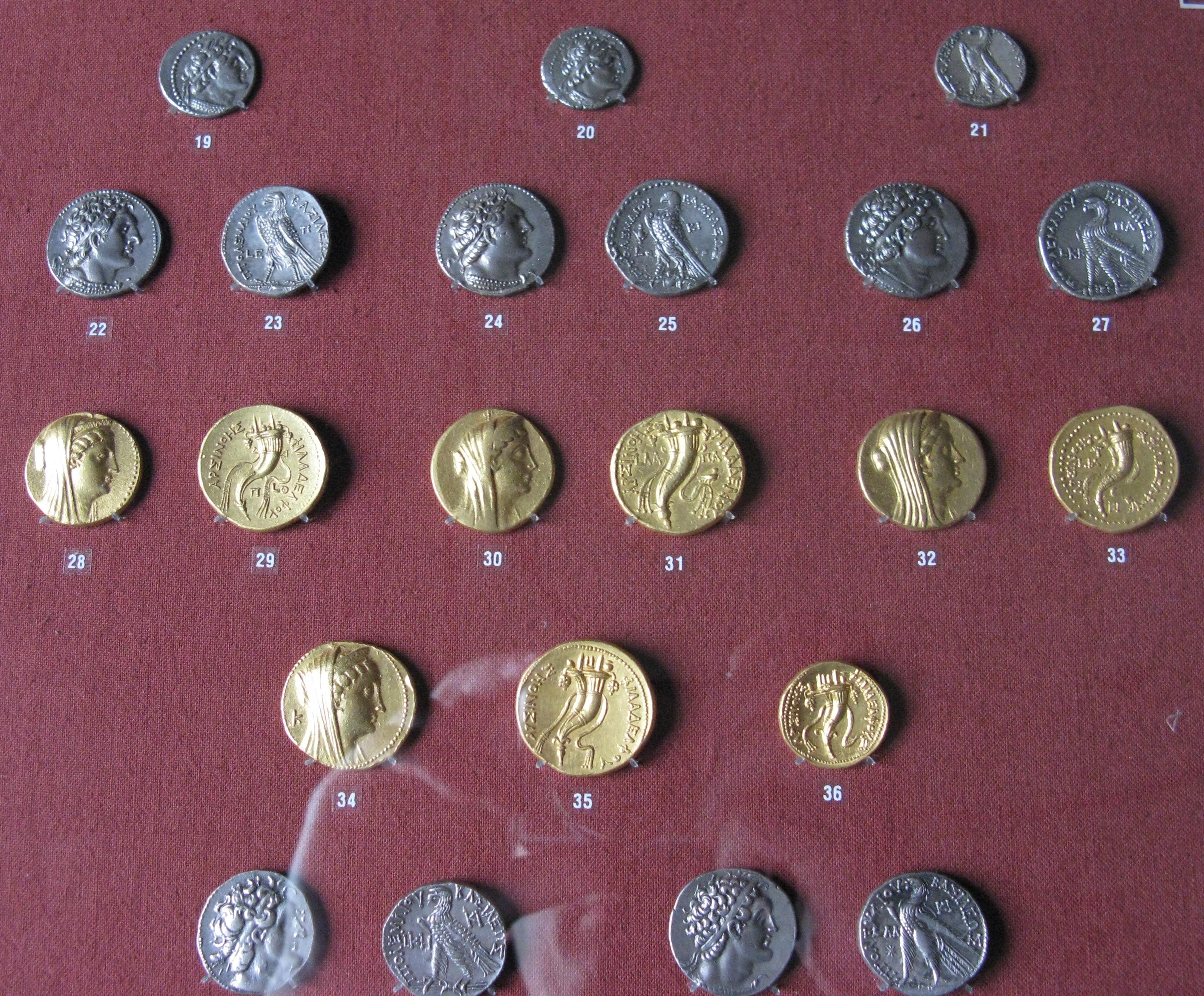
Pièces d'or et d'argent des Ptolémées
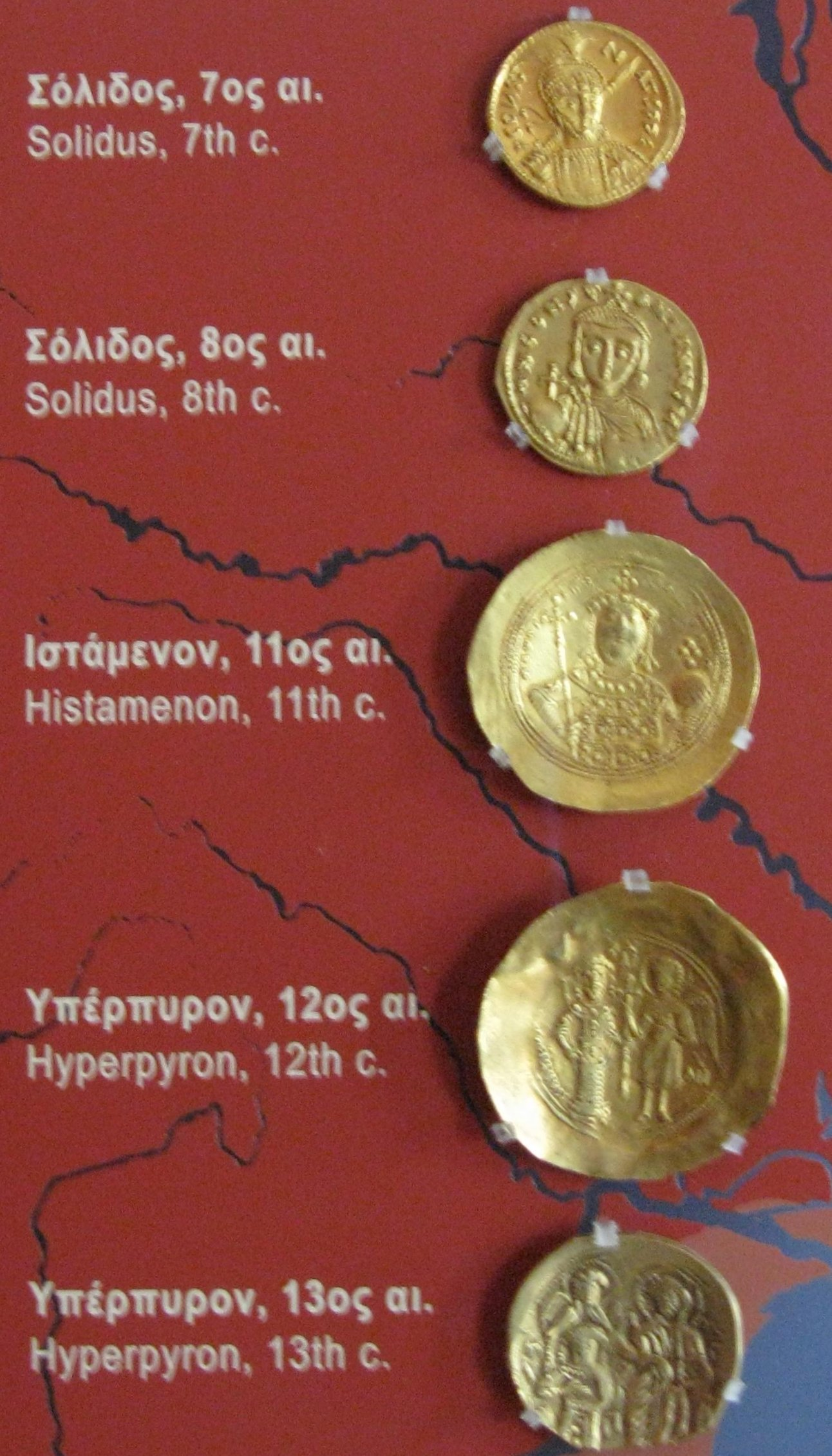
Pièces d'or de l'Empire byzantin